# José de Concha
Joseph o José (de) Concha (¿Badajoz 1750? - Madrid, ¿1802?), fue un actor, director de escena, dramaturgo y traductor español del siglo XVIII, adscrito dentro del grupo de autores que cultivaban en la segunda mitad del siglo XVIII los géneros del teatro popular: comedias heroicas, de magia, melólogos, sainetes etcétera.

## Biografía
Todavía es un autor poco estudiado. No era catalán, como algunos creyeron; más indicios confluyen en que fuera extremeño, y en que allí se involucrara en el mundo de la farándula. Marchó a Cádiz, donde comenzó su carrera como actor en 1770; hacia 1775 tradujo a Carlo Goldoni en una pieza que tituló El hablador, y luego tradujo varias más de este, de Pietro Chiari y de Pietro Trapassi, el famoso letrista de ópera Metastasio, empezando a adaptar también algunas. En 1777, tras casi ocho años trabajando como actor profesional en Cádiz y habiendo escrito sus primeras comedias y sainetes, marchó a Barcelona, donde estuvo tres años actuando como "barba segundo" y empezó a trabajar como "autor", esto es, empresario teatral; pero pronto decidió formar su propia compañía y marchó a Extremadura hasta 1789, cuando se hallaba en Badajoz. En 1790 se estableció en Madrid siguiendo a su hija actriz María de las Nieves Concha, que había conseguido plaza en una compañía de la Corte, aunque él ya no obtuvo ocupación de actor y tuvo que ejercer simplemente como escritor de comedias, aunque logró actuar en la compañía de Juan Solís.
Piezas originales escribió casi cincuenta, y probablemente más, en todos los géneros: dramas, comedias heroicas, de figurón y de magia, sainetes, melólogos, teatro menor, ganándose el derecho a figurar dentro del grupo de los autores de teatro popular que preferían amoldarse al gusto del público pane lucrando en vez de educarlo, como los del Neoclasicismo. Estos autores eran Antonio Valladares de Sotomayor, Gaspar Zavala y Zamora, Luis Moncín, Vicente Rodríguez de Arellano y Luciano Francisco Comella, entre otros. Moratín hijo lo retrata en el romance "A una señora que le pidió versos" compitiendo con Luis Moncín por estrenar:

Mientras Concha, / haciendo ajustes / con Martínez y Ribera, / ofrece dar el surtido / necesario de comedias, / y Moncín, para quitarle / el aplauso y las pesetas, / hace rebajas...

Hizo comedia heroica (Premia el cielo con amor de Catalunya el valor, y glorias de Barcelona), comedia de magia (Astucias del enemigo contra la naturaleza: Marta imaginaria, segundo asombro de Francia) y al menos una comedia de figurón (Más sabe el loco en su casa que el cuerdo en la ajena y El natural vizcayno). El último de sus manuscritos conservados está fechado en 1802, así que debió morir por entonces.
Concha conocía muy bien, a causa de su carrera como actor, aquello que pedía el público, por lo que su teatro diestro y bien aliñado raramente fue mal acogido y disfrutó de una cómoda carrera teatral.

## Ediciones

### Entremeses y sainetes
- El buen alcalde patán, entremés nuevo, 1775, manuscrito. Llegó a publicar tres continuaciones de este entremés.
- Los accidentes de una fiesta y el jugador de manos, imitador de Pinetti, sainete.
- Por engañar engañarse y el hostelero burlado: sainete para cinco personas.
- El cuento ha de llegar a cuento: sainete nuevo. Manuscrito sin lugar, sin año.
- Los treinta reales y la casaca, Barcelona, 1793.
- Por engañar engañarse y el hostelero burlado, entremés. También Saynete. Por engañar engañarse y el hostelero burlado. Para cinco personas, Cádiz, Manuel Quintana y Cía., 1799.
- Las pruebas de un casado, sainete.
- El examen del gusto, 1775, manuscrito, sainete.
- La fiesta del baile, sainete.
- La honrada familia, 1775, manuscrito, sainete.
- Las damas finas, 1776, manuscrito, sainete.
- Los embusteros burlados, pequeño sainete, manuscrito.
- Sainete nuevo. El manchego en Madrid o El amigo más a tiempo, s. l., 1791 (manuscrito inéd.). Se representado en 1791, se imprimió en 1792.

### Comedias heroicas
- Comedia heroica. Más puede fina lealtad que dama, padre y crueldad y antes que todo es el Rey. En tres actos, Barcelona, Carlos Gibert y Tutó [1774]
- Celos, envidia y traición, tormento el más noble son; y Astarto, gran rey de Tiro, 1772, manuscrito.
- Comedia heroica El Mustafa, s. l., s. a.
- Comedia heroica, La diadema en tres hermanos el mayor el mas tirano y la hermana mas amante: primera parte del Cid
- Comedia heroyca. Ciro, príncipe de Persia
- El Orestes: tragedia en cuatro actos
- Amor, valor y prudencia / en española elocuencia, y Católica Isabel, manuscrito, sin lugar, sin año.
- A España dieron blasón / las Asturias y León, y Triunfos de Don Pelayo [Texto impreso] : comedia nueva en tres actos. [Madrid] [1795].
- Perder el reino y poder / por querer a una mujer. La pérdida de España... Valencia: en la imprenta de Ildefonso Mompié, 1817. Hay edición anterior: Comedia nueva: Perder el Reyno y poder por querer a una muger. La pérdida de España..., Salamanca, Francisco de Tóxar, s. a.
- Comedia nueva. Restaurar por deshonor lo perdido con rigor. La restauración de España..., Salamanca, Francisco de Tóxar, s. a.
- Comedia nueva historial. Dar a España gloria llena sólo lo logra Lucena, y triunfo de sus patricios. Parte primera..., Antequera, Antonio Gálvez y Padilla, 1783 [ed., introd. y notas de A. Cruz Casado, con el título El rey Boabdil (Una comedia histórica del siglo xviii), Lucena-Córdoba, Ayuntamiento-Diputación Provincial, 1996].
- El mayor valor del mundo por una mujer vencido y nazareno Sansón, tragedia, representada de forma continuada durante once días en 1788 en el teatro de la Cruz de Madrid.
- La desgraciada hermosura, o Doña Inés de Castro. Tragicomedia en cinco actos, s. l., s. a.
- La venganza más cruel en pecho más inhumano (1787)
- Comedia heroica. Premia el cielo con amor de Cataluña el valor, y glorias de Barcelona, Barcelona, Viuda de Piferrer, s. a.
- Comedia nueva. Heroyco‑tragica: Despreciar lustre y riqueza por seguir a una fineza, el Narsete. En cinco actos, Barcelona, Pablo Campins, 1777. Impresa también como El Narcete, tragedia en cinco actos (2.ª ed. corregida, Barcelona: Juan Francisco Piferrer, 1793)
- El rencor mas inhumano de un pecho aleve y tirano ó La condesa Jenovitz: con su loa y saynete..., Barcelona, 1793. El sainete es Los treinta reales y la casaca.
- Diversion de dos horas, ó comedia nueva historial... intitulada El mas heroyco español, lustre de la antiguedad [sic] con su entremes y sainete Librería de la Viuda de Quiroga, s. a. El entremés es nuevo, Por engañar engañarse y el hostelero burlado; el sainete, Las pruebas de un casado

### Melólogos
- El Armesto: scena lírica unipersonal, s. l., s. a.
- El joven Pedro de Guzmán: escena unipersonal para uno de 7 años, 1793. Se reimprimió en 1805 y en 1818.

### Comedias
- Pieza instructiva ejemplar moralizada o comedia en un acto en prosa titulada La amistad más bien probada... manuscrito firmado en Cádiz, 16 de febrero de 1775.
- Las cuatro naciones o Viuda sutil: comedia en prosa en tres actos (traducción del italiano)
- Más sabe el loco en su casa que el cuerdo en la ajena y El natural vizcayno (1791).
- El embustero burlado
- La fiesta de baile
- El buen criado: pequeña pieza moral, comedia en un acto, en prosa, 1775, manuscrito.
- Comedia nueva, intitulada La inocencia triunfante: dividida en dos actos, acompañada de introduccion y saynete y reducida á quatro hombres solos, para casas particulares, 1790.
- Comedia nueva, en prosa. El criado de dos amos. En tres actos. Traducida del italiano, y arreglada a nuestro teatro, Barcelona, Carlos Gibert y Tutó [c. 1787]; se reprensentó luego en Barcelona en 1801 (26 de septiembre) y consta una tercera edición en 1803.

### Comedias de magia
- Comedia famosa, Astucias del enemigo contra la naturaleza: Marta imaginaria, segundo asombro de Francia, Barcelona, Francisco Suría, 1771. Es la quinta parte y última que se añadió a la famosa Marta la Romarantina de José de Cañizares.
- Comedia nueva. La ciencia, afecto y valor forman magia por amor, y el Mágico en Cataluña. Primera parte, Barcelona, Viuda de Piferrer [1778]. Tuvo continuidad: Comedia nueva. Venzen impulsos de amor los efectos del honor y Mágico en Cataluña. Segunda parte, Barcelona, Viuda de Piferrer [1778]; Comedia nueva. Entre venganza y amor, hallar la dicha mayor. El mágico en Cataluña. Tercera parte, Barcelona, Viuda de Piferrer [1778].
- Vence a un error un favor por conseguir un amor, y Mágico gaditano (comedia), Cádiz, 1775, inédita.

### Comedias de figurón
- Comedia nueva de figuron en tres actos, Mas sabe el loco en su casa que el cuerdo en la agena, y el natural vizcayno

### Traducciones y adaptaciones
- Comedia en prosa, Las quatro naciones ó Viuda sutil / traducida del Italiano y arreglada á nuestro theatro por Joseph Concha... Barcelona: por Carlos Gibert y Tutó, sin año. Es adaptación de Carlo Goldoni, Le quattro nazioni.
- El hablador:comedia en prosa en tres actos, 1775, traducción manuscrita de Carlo Goldoni.
- Pieza nueva moderna, en prosa La nuera sagaz. En cinco actos. Traducida del idioma italiano..., Barcelona, Pablo Campins [1776].
- La muger variable. Escrita en italiano por el Sr. Dr. Carlos Goldoni (comedia), trad. de..., Barcelona, Juan Francisco Piferrer, s. f.;